# Cellules communistes combattantes
Pour les articles homonymes, voir CCC.
Les Cellules communistes combattantes (CCC) est une organisation belge clandestine de lutte armée d'extrême gauche, fondée en juin 1983 et responsable de plusieurs attentats. Le groupe disparaît après l'arrestation des principaux membres en 1985.

## Historique

### Origines
En juin 1976, Pierre Carette fonde à Bruxelles le « Comité international pour la défense des droits des prisonniers politiques en Europe occidentale », qui est essentiellement un comité de soutien aux prisonniers de la RAF allemande. Il rend plusieurs fois visite à certains des détenus de l'organisation allemande. Le comité publie une feuille d'information, ainsi que les communiqués et les textes de la RAF. Fin 1976, un ami de Carette, Marc de Laever, qui avait créé un autre comité de soutien à la RAF à Liège, rejoint le comité de Bruxelles. Le 9 décembre 1977, le comité dirigé par Carette annonce une manifestation de solidarité avec la RAF, qui est annulée au dernier moment. Le 16 mars 1978, sept membres du comité occupent l'ambassade des Pays Bas pour exprimer leur solidarité avec les détenus de la RAF. Le lendemain, la police lance une opération de grande envergure sur Carette et ses amis.
Le 25 juin 1979, une bombe explose au passage de la voiture du général américain Haig qui se rend à son bureau du SHAPE à Casteau. Le général est indemne mais l'engin fait deux blessés légers. L'attentat est revendiqué par un groupe inconnu, la « Brigade Julien Lahaut ». Marc de Laever disparaît. Carette, qui a pourtant été fiché, n'est ni inculpé ni même interrogé. Le 5 juillet, le même attentat est à nouveau revendiqué, cette fois par un « commando Andreas Baader ». Carette commence à correspondre et à rendre visite régulièrement à Frédéric Oriach (ancien maoïste, ancien des NAPAP et leader de la tendance radicale d’Action directe), alors détenu à la prison d'Évreux, puis à celle de La Santé.

### RevueSubversion
Le 10 février 1982, la revue Subversion est fondée par Pierre Carette, Frédéric Oriach, ancien des NAPAP alors en prison, Bertrand Sassoye et d'autres militants belges, suisses et français,. La revue ne publiera que deux numéros et début 1983 collectif disparaît.

### Ligne Rouge
Frédéric Oriach propose à Carette de créer une structure de surface, afin de pouvoir diffuser au grand jour la théorie de la « guérilla urbaine » et de préparer le terrain de la « lutte armée ». Au mois de septembre 1983, Pierre Carette fonde à Bruxelles, dans cette idée, le collectif Ligne Rouge. Les membres du futur noyau des CCC en sont tous issus : outre Carette, on y trouve Didier Chevolet, Bertrand Sassoye, Pascale Vandegeerde et Christopher V.. Un an plus tard, ce collectif deviendra la couverture légale des Cellules communistes combattantes. Il publiera ponctuellement un organe d’information du même nom, de 1983 à 1985, qui prend la succession de Subversion. La nouvelle revue diffusera les textes des CCC et les communiqués revendiquant les attentats. Après les arrestations de décembre 1985, Ligne rouge disparaît.

### Les CCC
Les CCC sont mises en place dans la clandestinité en juin 1983. Du 3 octobre 1984 au 16 décembre 1985, les CCC revendiquent vingt et un attentats à l'explosif ; ceux-ci se sont inscrits dans le cadre de trois « campagnes » politico-militaires, dites de « propagande armée », entrecoupées de périodes d'inactivité.
Elles ciblent ce qu'elles considèrent comme des symboles du système capitaliste, de l'impérialisme américain et de l'État belge : des entreprises impliquées dans la production de matériel militaire, des sièges ou locaux de partis politiques gouvernementaux, des infrastructures de l'armée et de la gendarmerie belges, des locaux de l'OTAN, des sièges du patronat belge et des banques, des « ennemis politiques », dont notamment des pacifistes comme Pierre Galand. Le 11 décembre 1984, elles organisent une opération de grande envergure contre le secteur wallon du réseau d'oléoducs en Centre-Europe de l'OTAN.

#### Chronologie des actions menées par les CCC
- 12 mai 1984 : vol d'armes dans la caserne du 3ème bataillon de Chasseurs ardennais à Vielsalm (elles seront utilisées par différents groupes de lutte armée dont Action directe et les CCC)[2], 1 blessé lors de l'attaque.
- 2 juin 1984 : vol de 816 kg d'explosif à Écaussinnes (ils seront utilisés par les CCC, Action directe et la Fraction armée rouge)[7].
- juin 1984 : Pierre Carette entre dans la clandestinité. Arrêt provisoire de Ligne rouge, qui reparaît à partir d'octobre[2].

##### Campagne «anti-impérialiste» d'octobre
- 2 octobre 1984 : attentat contre Litton à Evere[8].
- 3 octobre 1984 : incendie du parking de MAN à Dilbeek[9].
- 8 octobre 1984 : attentat contre Honeywell à Evere[10].
- 15 octobre 1984 : attentat contre la Fondation Internationale Jean Rey – Centre Paul Hymans à Ixelles[11].
- 17 octobre 1984 : attentat contre le secrétariat du Parti chrétien-démocrate flamand (CVP) à Gand[11].
- 26 novembre 1984 : attentat contre le centre de télécommunications de la base aérienne de Bierset[12].
- 11 décembre 1984 : six bombes contre le réseau d'oléoducs en Centre-Europe de l'OTAN (Central European Pipeline System)[13].
- 15 janvier 1985 : attentat à la voiture piégée contre un centre de l'OTAN à Woluwe-Saint-Étienne, deux blessés[14]. Fin de la « campagne anti-impérialiste d'octobre ».
- 1er mai 1985 : attentat à la voiture piégée au siège de la Fédération des entreprises de Belgique à Bruxelles ; deux pompiers bruxellois meurent dans l'explosion. Les critiques à la suite de ces morts inspireront aux CCC plusieurs communiqués[15].
- 6 mai 1985 : attentat contre un bâtiment de la Direction Supérieure de la Logistique et des Finances de la Gendarmerie à Woluwe-Saint-Pierre[2].

##### Campagne «Karl Marx»
- 8 octobre 1985 : attentat à la voiture piégée contre Intercom à Bruxelles[16].
- 12 octobre 1985 : attentats contre Fabrimetal et l'Office des contributions directes à Charleroi[17].
- 4 novembre 1985 : les CCC revendiquent deux attentats commis ce jour-là : l'un contre le siège de la Banque Bruxelles-Lambert à Bruxelles, l'autre contre le siège de la Société générale de Banque à Charleroi. Le même jour, un fourgon postal est attaqué à l'explosif à Verviers : deux postiers sont tués. Selon le ministre de la Justice, les CCC seraient peut-être impliquées dans cette affaire, mais la suite de l'enquête démontrera que cette dernière attaque avait été l'œuvre de la bande de Patrick Haemers[6],[18],[19].
- 5 novembre 1985 : attentat contre la Manufacturers Hanover Bank à Charleroi et la Kredietbank à Louvain[19].

##### Campagne «Pierre Akkerman»
- 19 octobre 1985 : attentat contre le bureau d'information des forces armées (Infosermi) à Namur[20].
- 20 octobre 1985 : cocktail molotov contre la voiture de Pierre Galand, militant pacifiste et chef du Comité national d'action pour la paix et le développement[21].
- 21 novembre 1985 : attentat contre Motorola, fabricant américain de matériel de communication et de microprocesseurs[6] à Watermael-Boitsfort[22].
- 4 décembre 1985 : attentat contre la Bank of America[23].
- 6 décembre 1985 : Les CCC et « un groupe de Communistes Internationalistes en France » mènent deux actions simultanées, l'une en Belgique contre le réseau des oléoducs de l'OTAN, l'autre, à Versailles, contre le quartier général de surveillance des oléoducs (CEOA)[6]. Fin de la « campagne Pierre Akkerman »[24].

#### Membres connus
Pierre Carette, Marc de Laever, Didier Chevolet, Bertrand Sassoye, Didier Sampieri, Pascale Vandergeerde. L'avocat Michel Graindorge, qui a été membre du Comité fondé par Carette, a été soupçonné d'appartenance à l'organisation.

#### Symbologie
Les CCC utilisaient comme symbole une étoile rouge avec trois C (un au centre de l'étoile, deux sur les côtés).

### Liens avec Action directe et la Fraction Armée rouge
Les CCC avaient des liens avec des membres de la Fraction armée rouge (RAF) allemande et le groupe français Action directe (AD). Mais, en janvier 1985, les CCC prennent distance avec AD et la RAF, sur la question de la stratégie révolutionnaire. Action directe apporte alors son soutien à la création en Belgique d'une nouvelle organisation clandestine de propagande armée, non pas marxiste-léniniste comme les CCC, mais d'essence libertaire : le Front révolutionnaire d'action prolétarienne (FRAP). Les 20 et 21 avril 1985, des attentats commis à Bruxelles sont revendiqués par le Front révolutionnaire d'action prolétarienne. Les CCC annoncent rompre définitivement avec Action directe et la Fraction armée rouge.

### Arrestation et condamnation
Le 19 octobre 1984, les services de police déclenchent une «opération mammouth», une série de 92 perquisitions dans les milieux d'extrême-gauche belges, avec pour but de rechercher des armes, des munitions, du matériel de reproduction, des documents «utiles à l'enquête». Mais elle ne permet pas d'apporter des éléments de preuves permettant d'inculper des membres ou des sympathisants des CCC. Pourtant, au cours des 92 perquisitions, les enquêteurs avaient rendu visite à Didier Chevolet et Pascale Vandegeerde, de même qu'à huit autres personnes qui seront inculpées en 1988 pour avoir apporté un soutien actif aux C.C.C.
Le 16 décembre 1985, Pierre Carette, Didier Chevolet, Bertrand Sassoye et Pascale Vandergeerde sont arrêtés dans un établissement de restauration rapide à Namur et conduits à Bruxelles. Ils sont présentés à la juge d'instruction Francine Lyna, par ailleurs doyenne des juges d'instruction du tribunal de première instance, qui les inculpe et les place sous mandat d'arrêt. Les deux premiers sont écroués à la prison de Saint-Gilles, les deux autres à la prison de Forest. Dès ce moment, les inculpés sont soumis à un régime de surveillance particulier. Celui-ci est dicté par l'obligation d'empêcher une évasion en toute hypothèse, y compris celle d'une attaque extérieure visant à libérer les quatre détenus. Dans cette optique, même les audiences mensuelles de la Chambre du conseil seront déplacées du Palais de justice vers la prison de Forest afin de réduire les risques. 
Le 19 décembre, la police découvre à Charleroi un stock d'armes dans un appartement occupé par deux des membres des CCC arrêtés à Namur. En janvier et février 1986, la police découvrira encore trois «planques » des CCC à Bruxelles, Liège et Charleroi, contenant un important matériel militaire et des archives.
Le 22 janvier 1986, les quatre détenus déclarent, dans une lettre publiée par la presse, appartenir aux CCC et appellent à la «poursuite du combat », «une brèche s'étant ouverte dans l'impasse du désespoir et de l'impuissance ».
Le 9 mai 1986, les détenus des CCC entament une grève de la faim qui dure 43 jours.
Le 21 octobre 1988, la Cour d'assises du Brabant condamne aux travaux forcés à perpétuité les quatre membres des Cellules communistes combattantes détenus. Ils ont été reconnus coupables de 21 attentats commis sur le territoire belge, ayant fait deux morts et un blessé. Dès le début du procès, les accusés avaient entamé une grève de la faim pour obtenir une amélioration de leurs conditions de détention, si bien que, très affaiblis, trois d'entre eux seulement sont présents le jour du verdict au palais de justice de Bruxelles, transformé en camp retranché. 
Pour soutenir les CCC et pour continuer à propager leurs thèses politiques, l’Association des parents et amis des prisonniers communistes (APAPC) est mise en place quelques jours après leur arrestation[réf. nécessaire]. L'association organise plusieurs campagnes réclamant la libération des CCC. Ces actions prendront une plus grande envergure[réf. nécessaire] après que la date d'admissibilité à la libération conditionnelle eut été atteinte. 

### Après la libération
Pascale Vandegeerde sort la première de prison, le 4 février 2000, suivie le 9 février par Didier Chevolet, qui s'est dissocié du mouvement depuis 1995, par Bertrand Sassoye le 10 juillet de la même année, et enfin par Pierre Carette, le 25 février 2003. Ces deux derniers poursuivent depuis leur libération leur combat pour le communisme dans un cadre légal [réf. nécessaire] .
Le 5 juin 2008, aux côtés d'autres militants ou proches de l'association Secours rouge, Pierre Carette et Bertrand Sassoye sont à nouveau arrêtés, le premier pour non-respect des conditions de libération conditionnelle, le second pour « appartenance à une organisation terroriste » en raison de ses liens avec le Parti communiste politico-militaire, groupe italien issu des Brigades rouges [réf. nécessaire] .
Le 14 décembre 2017, Bertrand Sassoye donne, à l'Université de Genève, une conférence sur la création et l’histoire des CCC, à l'invitation du Secours Rouge Genève.

## Idéologie des CCC
Les CCC se revendiquent comme étant une organisation communiste combattante, c'est-à-dire révolutionnaire. Son but est la destruction du système capitaliste et son remplacement par un système socialiste. Les CCC ont pour filiation idéologique le marxisme-léninisme. Leurs modèles historiques restent donc Karl Marx et Lénine. Le groupe se réfère aussi à Mao Zedong.
Au sein des mouvements révolutionnaires des années 1980 engagés dans la lutte armée, deux courants vont se confronter : celui préconisant un « combat purement anti-impérialiste » (essentiellement contre l'« impérialisme nord-américain ») et celui combattant pour une révolution communiste. Action directe (AD) en France et la Fraction armée rouge (RAF) en Allemagne incarnent le premier courant, les CCC en Belgique, les Brigades rouges-Parti communiste combattant (BR-PCC) en Italie et le PCEr/GRAPO en Espagne représenteront le second courant [réf. souhaitée] .
En décembre 1992, les prisonniers des CCC auront un débat avec l'Organisation communiste marxiste-léniniste – Voie prolétarienne (OCML-VP), intitulé Lutte armée et politique révolutionnaire. Le débat commence par la publication par Partisan (I'organe de I'OCML-VP) en mai 1991 d'une brochure intitulée « Situation en Europe et Lutte armée (Débat avec un lecteur) ».
À la fin de l'hiver 1993-1994, les prisonniers des CCC publient un long document, La Flèche et la Cible, qui expose les idées, l'histoire, les projets et les perspectives politiques du groupe. La Flèche et la Cible est présenté comme le premier volume d'une série Matériaux pour la Révolution. Il sera imprimé et diffusé par la revue Correspondances Révolutionnaires, qui dépend du collectif de soutien aux prisonniers des CCC, l'APAPC (Association des parents et amis des prisonniers communistes). La revue du collectif, Correspondances Révolutionnaires, publiera 14 numéros entre janvier 1989 et octobre 1996.